# Saint-Pierre-d'Autils
Saint-Pierre-d'Autils foi uma antiga comuna francesa na região administrativa da Normandia, no departamento de Eure. Estendia-se por uma área de 7,11 km². Em 2010 a comuna tinha 993 habitantes (densidade: 139,7 hab./km²).
Em 1 de janeiro de 2017, passou a formar parte da nova comuna de La Chapelle-Longueville.